# Worlingworth
Worlingworth – wieś w Anglii, w hrabstwie Suffolk, w dystrykcie Mid Suffolk. Leży 25 km na północ od miasta Ipswich i 128 km na północny wschód od Londynu. Miejscowość liczy 750 mieszkańców.